# عصفور الجنة الملكي
عصفور الجنة الملكي (الاسم العلمي:Strelitzia reginae) (بالإنجليزية: Bird of paradise او Crane lily)‏ هو نوع من النباتات يتبع جنس عصفور الجنة من الفصيلة الإسترلتزية. يعد من الأبصال الزهرية الجميلة والصالحة للقطف وتبقى فترة طويلة قبل أن تذبل، وهو عبارة عن نبات معمر يتكاثر بالريزومات المدادة، موطنه الأصلي جنوب أفريقيا.
النورة طرفية عديدة الأزهار وعديدة الالوان يسود فيها اللون الارجواني والأصفر والأزرق تشبه الزهرة في شكلها العصفور الدوري ويصل طول الحامل الزهري حتى 70-100سم، يتكاثر النبات خضرياً عن طريق تجزئة الريزوم أو بواسطة الخلفات التي تفصل بعناية تامة عن جسم النبات الأم ويكون ذلك في شهر آذار، علماً أنه من الممكن اكثار النبات بالبذور عند الرغبة، ويفضل عندها وضع البذور في محلول مخفض من حمض الكبريت (تركيز 10%) لمدة نصف ساعة للإسراع بالإنبات.
يفضل النبات التربة الخفيفة جيدة الصرف، الغنية بالمادة العضوية، جيدة التهوية، تعزق التربة ويضاف السماد البلدي ويقلب في التربة ثم تروى الأرض وتعزق ثلاث مرات قبل الزراعة.
وللعناية بالأبصال المزروعة يجب أنتظام عملية الري بحسب الحاجة والتسميد الجيد لأن النبات يتجاوب مع التسميد الغزير وبخاصة عند تحضير الأرض للزراعة، يضاف السماد المعدني على دفعات وبمعدل 50كغ من كبريتات الأمونيوم، 30كغ سوبر فوسفات 10كغ كبريتات بوتاس للدونم. تحتاج عملية نمو النبات بشكل جيد إلى حرارة لا تقل عن 10ْم ويمكن للنبات أن ينمو في الأماكن الظليلة والمشمسة والأخيرة هي الأفضل. يزهر النبات في موسمين رئيسين الربيع (نيسان وأيار) وتكون الأزهار قليلة العدد لكنها ذات جودة عالية وفي الخريف وهو موسم الازهار الأساسي (آب – تشرين الثاني) ويعطي أزهاراً غزيرة. يقطف الحامل الزهري عندما تبدأ الزهيرة الأولى من النورة بالتفتح أو أنه يمكن إجراء القطف في طور البرعم الزهري الناضج، يفضل وضع الحوامل الزهرية في محلول من السكر وحمض الليمون المخفف لمدة يومين على درجة حرارة 22ْم لاطالة عمر النورات المقطوفة الذي يتراوح بين 7-10 أيام في المزهرية.

## صور

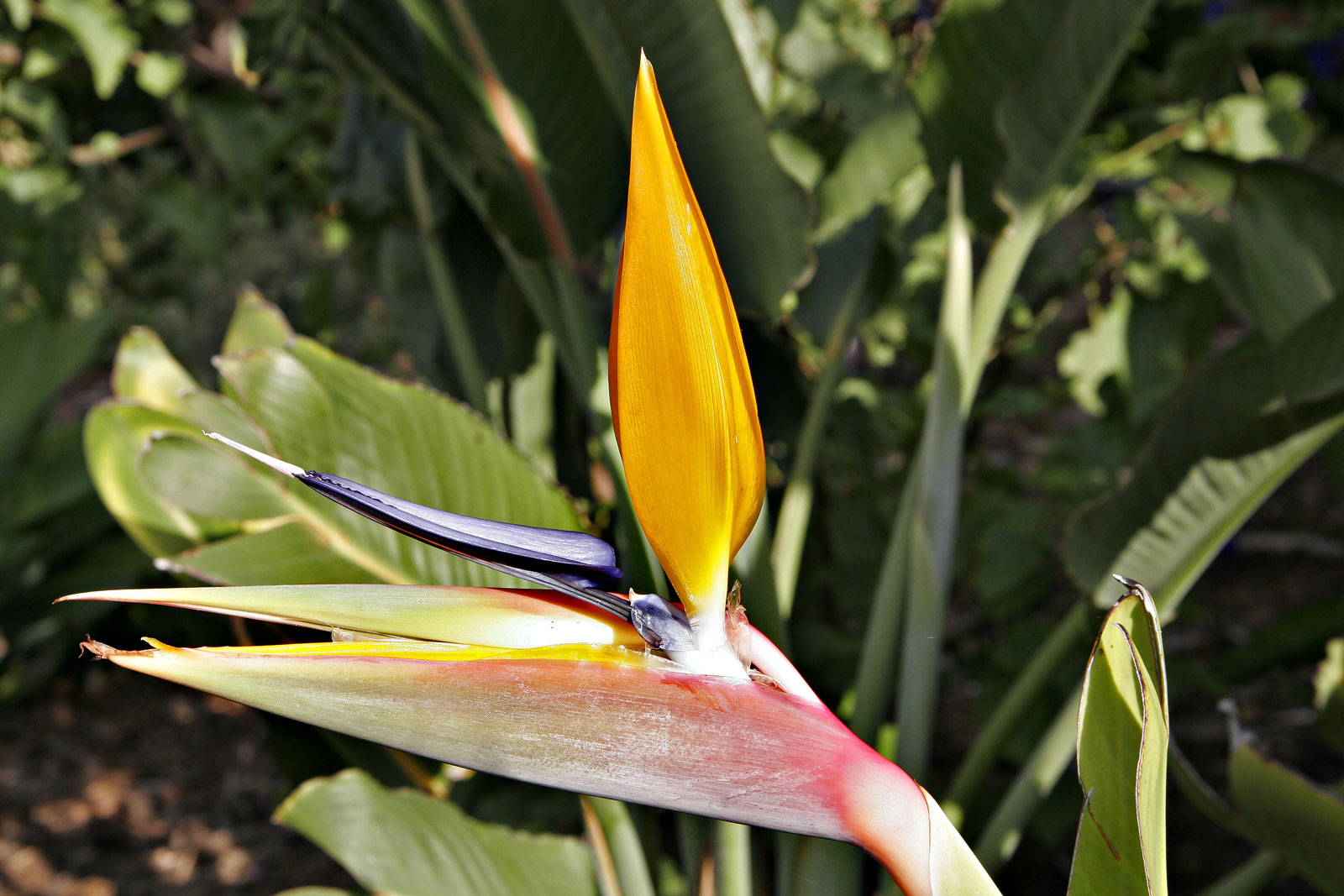
Taken at Melbourne Botanical Gardens
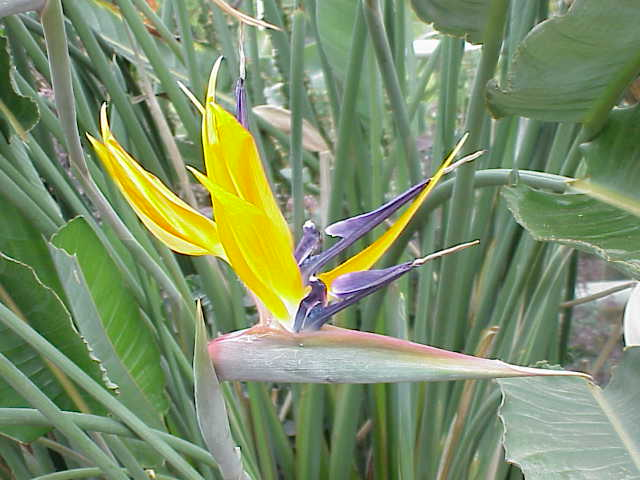
var. citrina Hort
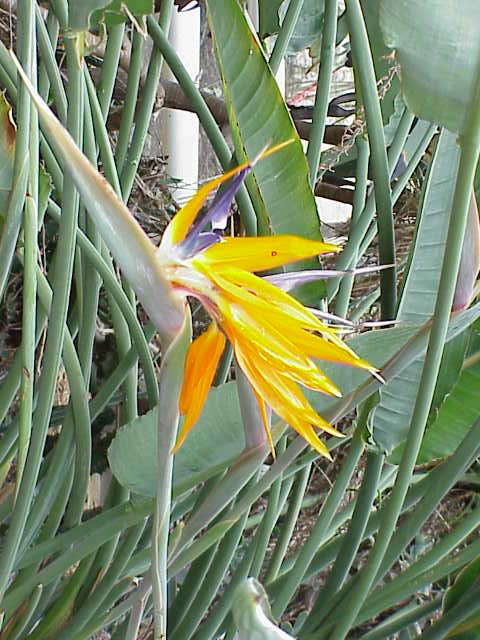
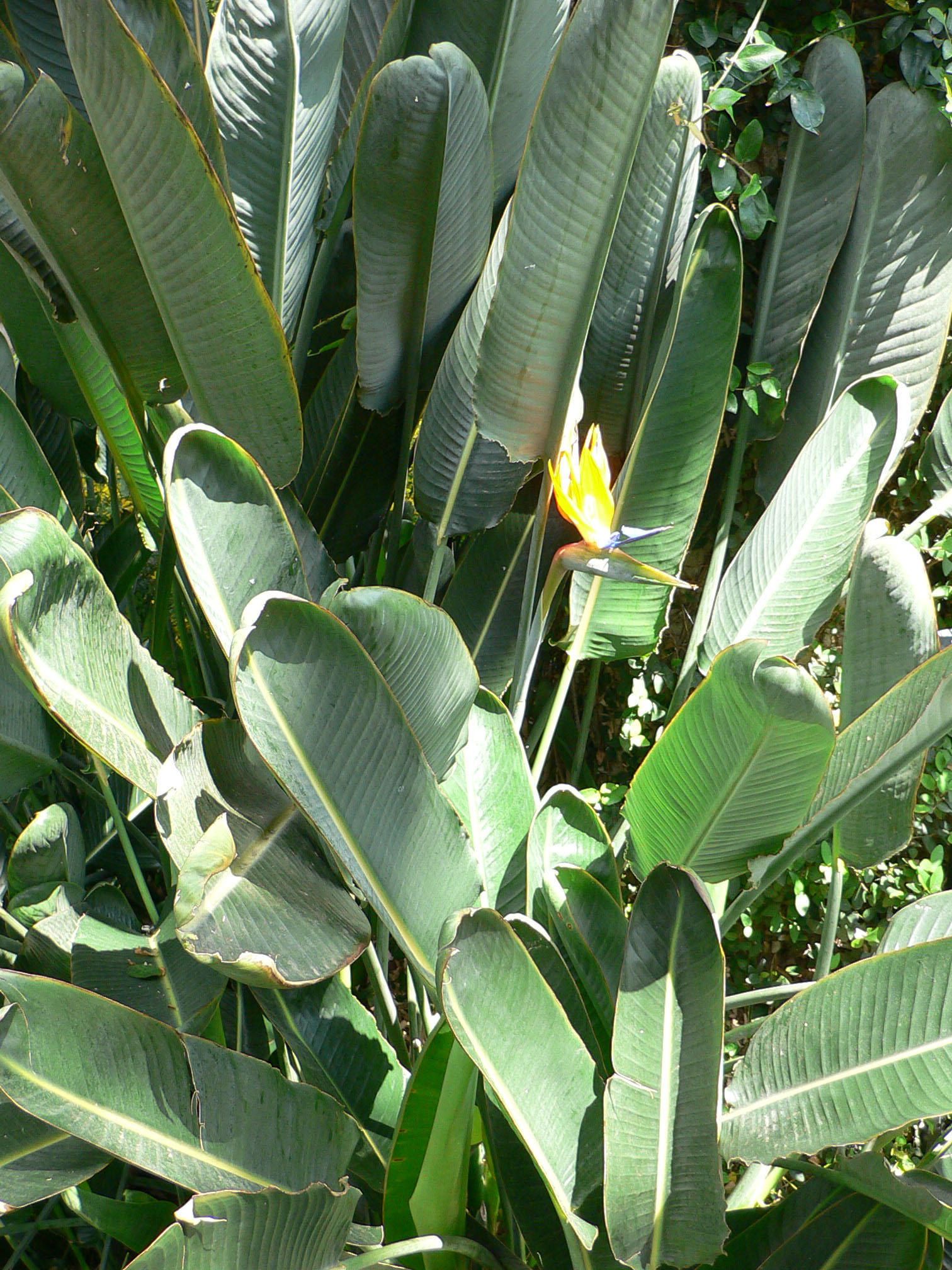
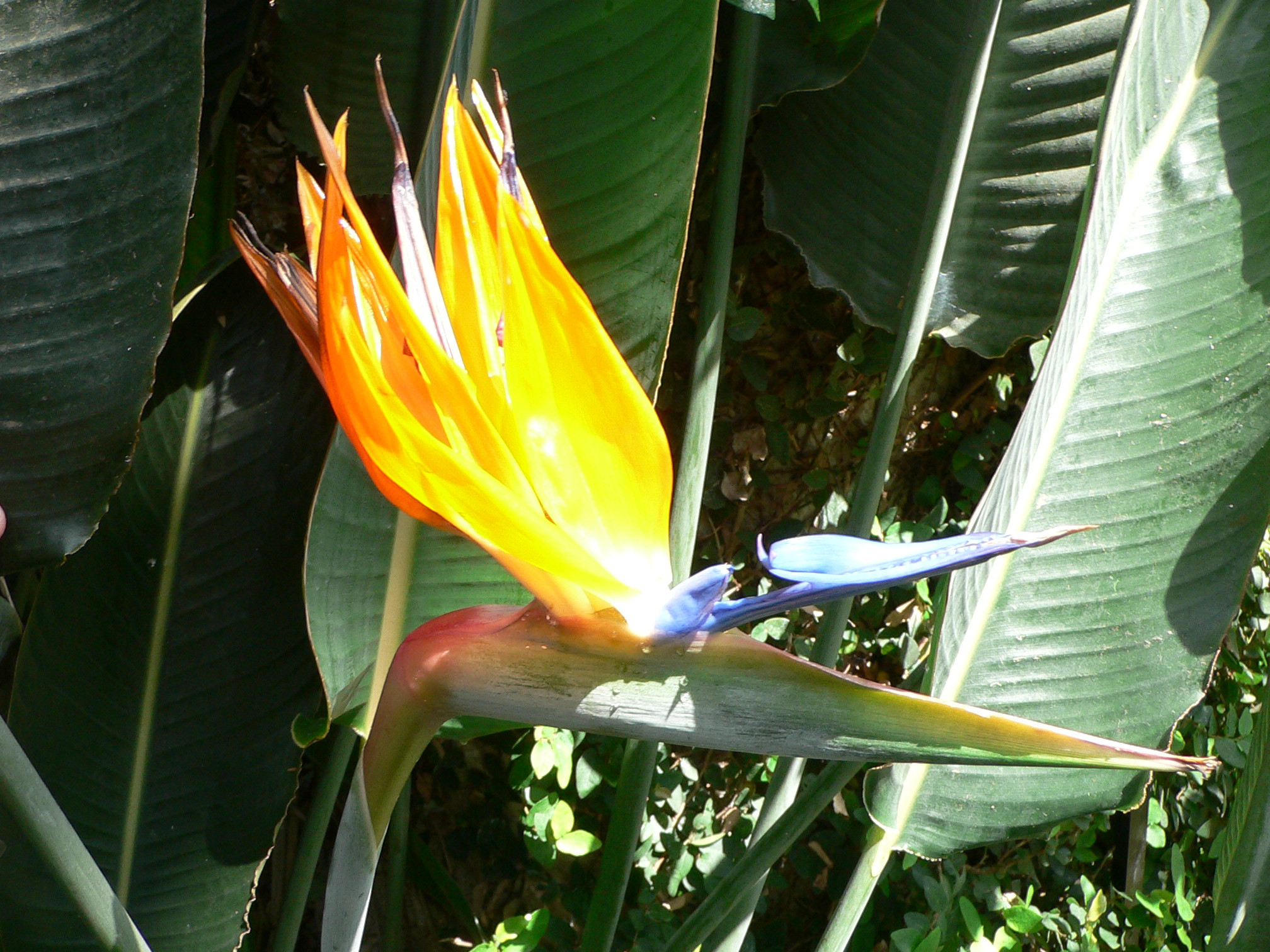
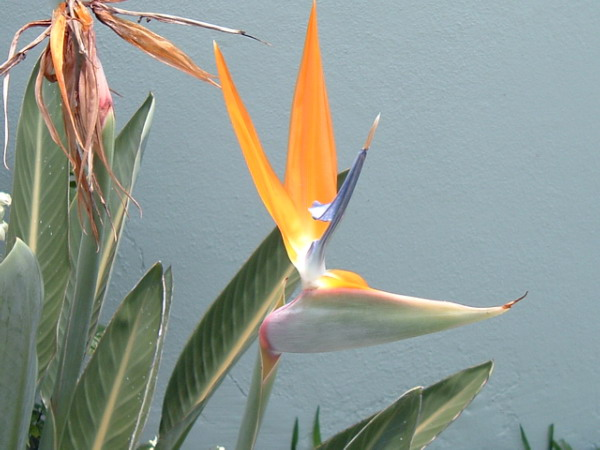
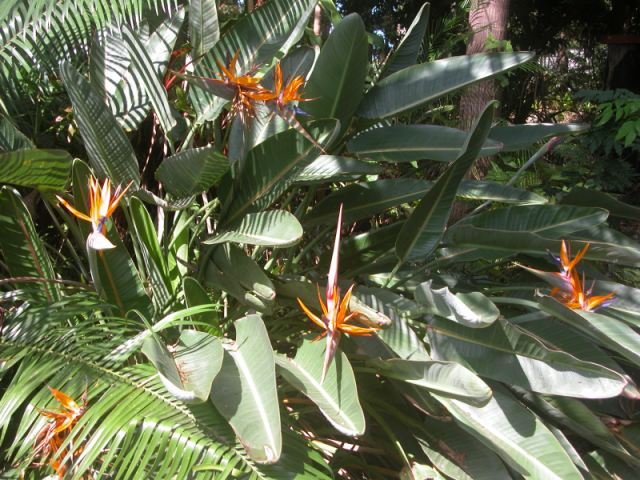
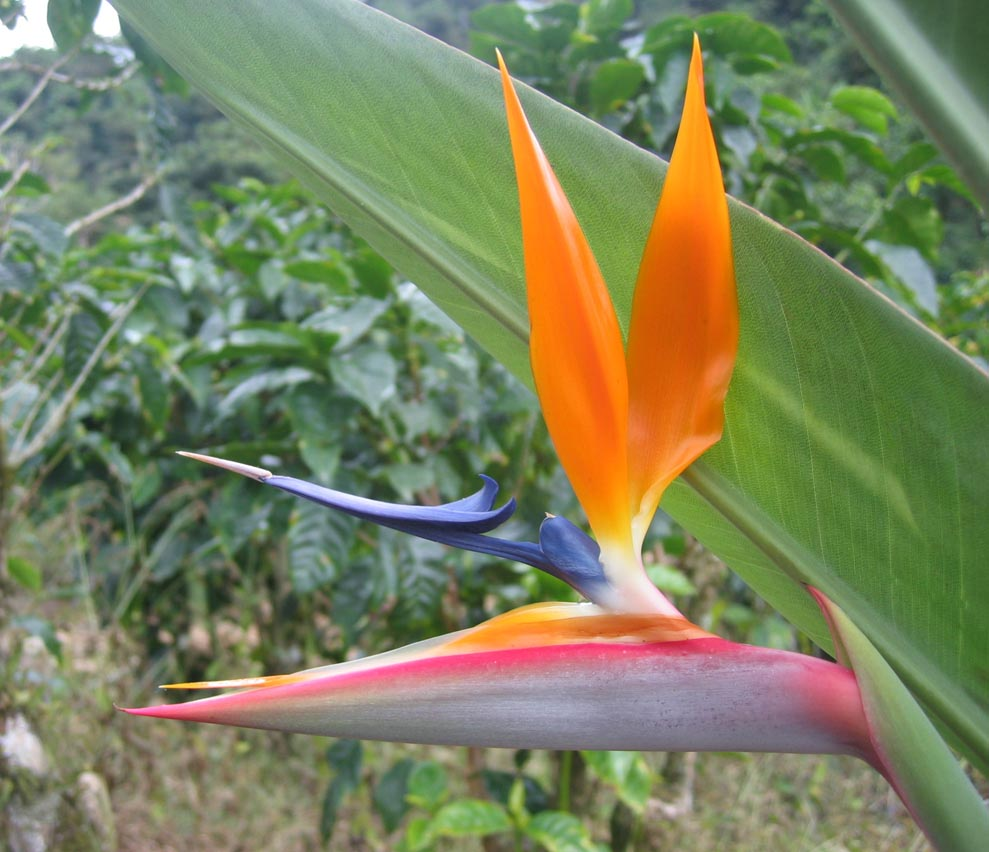
Near Orosí, Costa Rica
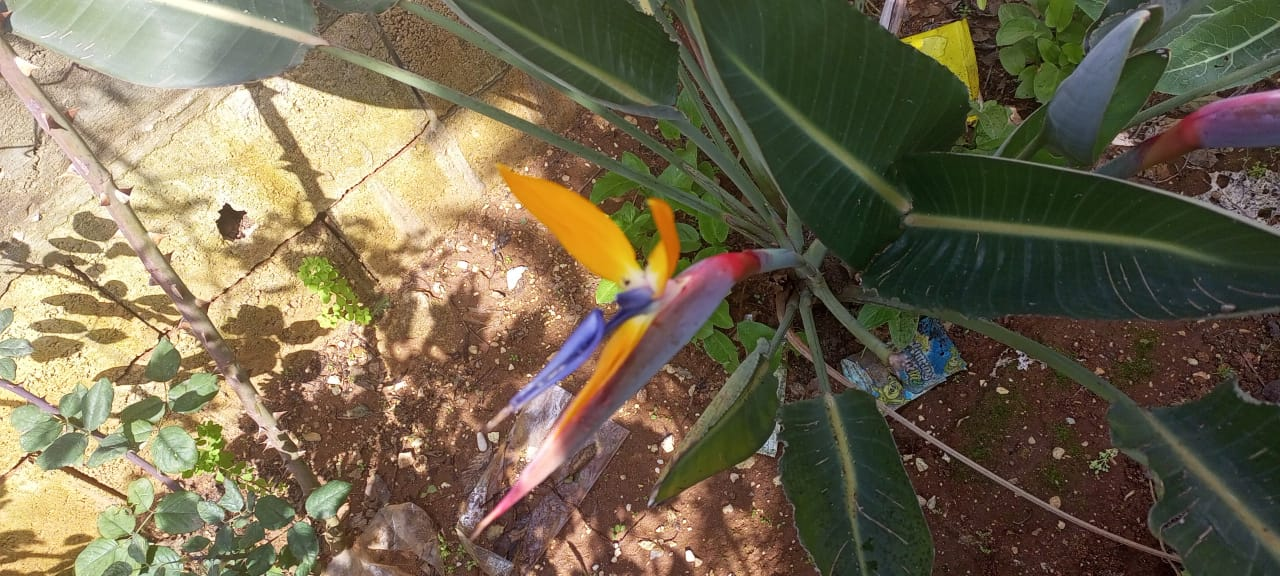
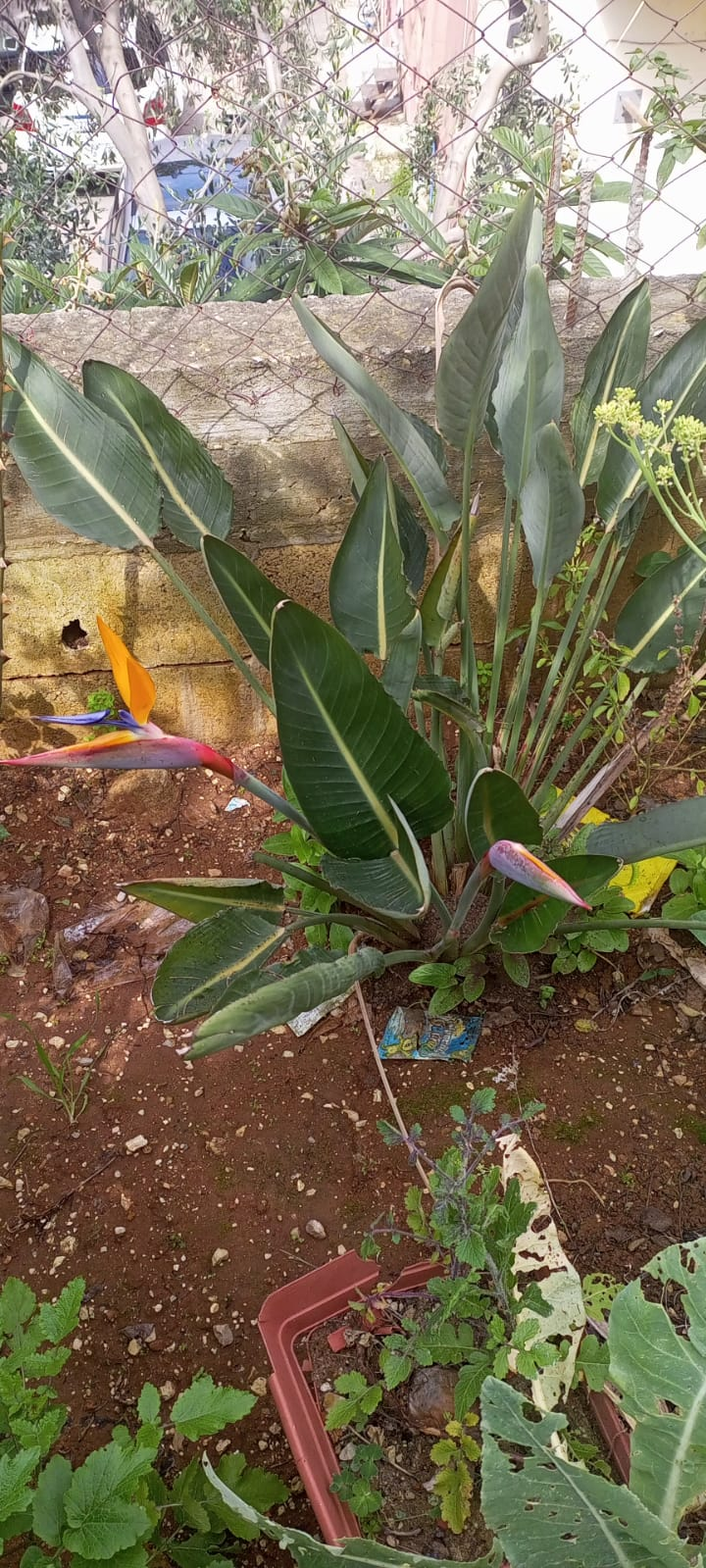